# 204-я бригада тактической авиации (Украина)
204-я бригада тактической авиации — воинское формирование в составе воздушных сил ВСУ.

## История
Часть создавалась осенью 1941 года в станице Симоновка под Ейском как 62-й смешанный авиационный полк особого назначения. 28 сентября 1941 года полк в составе Военно-Воздушных Сил Черноморского флота был передислоцирован в Крым. Соединение вело воздушную разведку и принимало участие в боях в районе Армянска, Херсона, Запорожья, обороне Севастополя
В июне 1941 года, после начала немецко-советской войны, на аэродроме Бельбек размещался военный истребительный авиационный полк. После войны, с 10 февраля по 30 марта 1945 года, двадцать самолётов полка выполняли задачи по воздушному прикрытию работы Ялтинской конференции
10 декабря 1996 года полку было присвоено почетное наименование «Севастопольский». На тот момент полк входил в состав 5-го авиационного корпуса 23 июня 2006 года бригада была реорганизована в 204-ю авиационную Севастопольскую бригаду истребительную
26 сентября 2013 года президент Украины Виктор Янукович подписал указ, согласно которому 204-й Севастопольской бригаде тактической авиации, на тот момент входившей в состав ПВОК «Юг» Воздушных Сил ВС Украины, было присвоено имя Александра Покрышкина. С этого момента бригаду стали именовать 204-й Севастопольской бригадой тактической авиации имени Александра Покрышкина Воздушных Сил Украины
4 августа 2023 года указом президента Украины Владимира Зеленского указ о присвоении 204-й Севастопольской бригаде тактической авиации имени Александра Покрышкина был признан утратившим силу
5 августа 2023 года 204-я Севастопольская бригада тактической авиации Воздушных Сил Вооруженных Сил Украины указом президента Украины Владимира Зеленского была награждена почетной наградой «За мужество и отвагу»

## Награды бойцов
Среди бойцов награждены званием Герой Украины:
- Месь А.